# Jane Foster
Jane Foster es una personaje ficticia que aparece en los cómics estadounidenses publicados por Marvel Comics, más comúnmente representado como una personaje secundaria del superhéroe llamado Thor Odinson. Creado por los escritores Stan Lee y Larry Lieber, y el artista Jack Kirby, el personaje apareció por primera vez en Journey into Mystery # 84 (septiembre de 1962). Durante muchos años, Jane fue enfermera, empleada por el Dr. Donald Blake, el primer huésped mortal de Thor Odinson, antes de convertirse en doctora. En una historia de 1978 y 2014, se revela que Jane Foster es considerada digna de manejar el martillo de Thor Odinson, Mjolnir, cuando el primero ya no es capaz. Durante este período, adopta el nombre de Thor, la Diosa del Trueno, y se une a Los Vengadores. Esta historia termina con el personaje sacrificando su vida para derrotar a un adversario peligroso, y la vuelta del manto Thor a su portador original. Después de que Brunilda y el resto de Valkyrior son asesinadas en La Guerra de las Reinos, durante la cual Foster actúa brevemente como otro Thor, Jane toma el manto de Valquiria.
Jane Foster también ha aparecido en varias adaptaciones mediáticas de Thor. Natalie Portman interpreta al personaje en las películas del Universo Cinematográfico de Marvel para Thor (2011), Thor: The Dark World (2013), Avengers: Endgame (2019) y Thor: Love and Thunder (2022). Foster también aparece en forma fotográfica en la película de 2012 The Avengers y ha sido mencionada en los episodios de Agents of S.H.I.E.L.D. y en las películas de Avengers: Age of Ultron (2015) y Thor: Ragnarok (2017).

## Historial de publicaciones
Jane Foster apareció por primera vez en Journey into Mystery # 84 (septiembre de 1962), y fue creada por Stan Lee, el guionista Larry Lieber y el dibujante Jack Kirby. Nombrada "Jane Nelson" en sus dos primeras apariciones, pasó a aparecer como el interés amoroso del Dr. Donald Blake, la identidad secreta del superhéroe dios nórdico Thor, en casi todos los números hasta el número 136 (enero de 1967) del título, para entonces renombrado Thor.

## Historia del personaje ficticio
Jane Nelson, conocida por su nombre más común de Jane Foster, era una enfermera del Dr. Donald Blake, que desarrolla finalmente sentimientos por él y Thor, sin saber que eran el mismo. El triángulo amoroso se prolongó durante un tiempo hasta que Thor reveló su identidad secreta a Jane, lo que causó que Odín lo castigue aunque fue perdonado después de salvar a Asgard, y a cambio Thor incluso la llevó a Asgard con él. Allí, Jane recibió brevemente inmortalidad y el poder de los dioses, hasta que ella no pudo pasar las pruebas de coraje establecidas por Odín cuando mostró temor luchando contra el monstruoso Desconocido. Odín entonces despoja a Jane de sus nuevos poderes y la regresa a la Tierra sin recordar nada de Thor o de su tiempo en Asgard donde conoce a su nuevo amor el Dr. Keith Kincaid, que se parece a Blake. Mientras tanto, en Asgard, Odín reúne a Thor con su amor de la infancia, Sif.
Jane y Thor permanecen separados por algún tiempo hasta que Thor se entera de que Jane había sido manipulada para intentar suicidarse por una entidad conocida como "Miedo" y se apresura hacia su cama de hospital. Sif al ver que Thor todavía tiene sentimientos por Jane, decide salvar la vida de Jane al fusionar sus fuerzas vitales. Jane pronto es separada de Sif y es exiliada a una dimensión de bolsillo sólo accesible por el Bastón Rúnico del Posesor. Thor y Sif finalmente rescatan a Jane y la devuelven a la Tierra. A su regreso Jane se casa con su amor mortal, el Dr. Keith Kincaid.

### Física
Jane vuelve a aparecer en el segundo volumen de Thor; ahora como una médica, ella está en una posición de autoridad sobre varios paramédicos de Nueva York, incluyendo Jake Olson. Sin saberlo, ella, Jake y Thor se han fusionado, lo que crea muchos conflictos. En una ocasión, Olson ignora las órdenes médicas y utiliza el conocimiento de Thor para llevar a cabo un procedimiento complicado en un hombre gravemente enfermo.
Más tarde, Foster se involucra en un caso policial contra Olson, quien es acusado de robar drogas. También examina a Jack Monroe, que afirmó que la buscó debido a su familiaridad con los pacientes sobrehumanos. Más tarde le informó a Monroe que se estaba muriendo por los efectos del Suero del Super-Soldado que había ingerido en su juventud.

### Guerra Civil
Durante la Guerra Civil de superhéroes, Jane toma el bando del Capitán América contra el acta de registro y se une a su grupo de resistencia, los Vengadores Secretos. Ella opera desde la casa de seguridad de SHIELD número 23. Aunque sólo es vista brevemente en Civil War #2, el editor de Marvel Tom Brevoort declaró en una entrevista en Newsarama que era realmente ella acogiendo a los Jóvenes Vengadores en la nueva sede. Ella también es vista en el número 4, ayudando a asistir a un Spider-Man golpeado.

### Regreso
Después de escuchar los rumores del regreso del Dr. Donald Blake y Thor, Foster se divorcia de su marido y posteriormente pierde la custodia de su hijo, Jimmy Kincaid. Blake pronto visita a Foster en su trabajo en un hospital de Nueva York en busca de Sif, cuyo espíritu Blake pensó equivocadamente que había renacido en Foster ya que sus espíritus se habían fusionado una vez. Foster y Blake tienen una cita después de un reencuentro inicialmente turbulento. Foster más tarde descubre que el espíritu de Sif en realidad había renacido en el cuerpo de un moribundo paciente anciano con cáncer y alerta a Blake. Thor viaja a Nueva York y es capaz de restaurar a Sif justo antes de que el paciente muere. Foster después va a Broxton, Oklahoma el sitio del resucitado Asgard y abre un consultorio médico con Donald Blake.

### Cáncer
A Foster más tarde le diagnostican cáncer de mama, y acepta una invitación de Thor para representar a Midgard en el Congreso de los Mundos en Asgard mientras ella se somete a terapia, pero rechaza todos los tratamientos mágicos.

### Convertirse en Thor
Durante la historia Original Sin, Nick Fury le susurra un secreto no revelado a Thor que le hace perder la habilidad de empuñar el Mjolnir. Poco después, una mujer no identificada recoge el martillo, tomando posesión del poder de Thor, y pelea contra Malekith el Maldito, Dario Agger (el nuevo Minotauro), y el Hombre Absorbente. Aunque inicialmente Thor intenta recuperar el martillo, él - refiriéndose a sí mismo como "Odinson" - le cede el nombre y el papel de Thor después de presenciarla empuñando su poder. Odinson sospecha que Foster podría ser una de las posibles identidades de la misteriosa mujer que lo ha reemplazado como Thor, pero pronto la descarta como candidata debido a su estado de debilidad por la quimioterapia.
Enojado que alguien más esté empuñando a Mjolnir, Odín envía al Destructor después de que la nueva Thor salvo Odinson y Freyja reúnen un ejército de superheroínas para ayudarla. Cuando la batalla termina, Odinson le pide a Thor que revele su cara, pero es interrumpido por la agente de S.H.I.E.L.D. Roz Solomon, Odinson sospechó de otra persona de ser Thor. Sin el conocimiento de Odinson, Mjolnir le dio a Foster la fuerza para luchar como Thor en su posesión.

### Secret Wars
Durante la historia Secret Wars, Foster era una participante en la batalla final entre la Tierra-616 y la Tierra 1610 durante su colisión durante el evento de incursión. Al final, ella es uno de los pocos sobrevivientes después del final de todo el Universo Marvel, abordando el "bote salvavidas" de Reed Richards. Ella y los otros sobrevivientes se despiertan 8 años más tarde, habiendo sido atrapados en animación suspendida. Mientras tanto, el Doctor Doom creó un nuevo universo, Battleworld, a partir de los fragmentos de universos muertos. Sabiendo que los sobrevivientes representan la única esperanza de derrotar a Doom, Doctor Strange dispersa a Foster y los demás a diferentes partes de Battleworld. Por esto, Doom mata a Strange y comienza a cazar a los supervivientes. Foster se infiltró en Thor Corps, la fuerza policial de Doom, y convenció a la mayoría de ellos a rebelarse contra Doom.

### All-New All-Different Marvel
En el All-New All-Different Marvel, Foster permanece en Asgardia como representante de Midgard (la Tierra) en el Congreso de Mundos, y como Thor, ella sigue siendo un fugitivo perseguido por Cul. Odinson se considera perdido. Ella se involucró en la guerra entre Svartalfheim, el reino de los Elfos Oscuros, y Alfheim, el reino de los Elfos Claros y se encontró con varias encarnaciones de Loki. Después de que las razas elfos llegaron a un acuerdo al casarse con sus respectivos monarcas, Thor regresó a Asgard para enfrentarse al loco Odin, quien tenía Freyja a prueba. Loki y Thor llegaron al punto en que la Madre de Todos estaba a punto de ser condenada por Odin. Los guerreros asgardianos rebeldes también se dirigieron al vestíbulo luchando contra el guardia de Trueno de Cul Borson. Thor y Odin tuvieron una batalla crujiente que vagó por las lunas de Saturno, mientras que se reveló que Loki era un espía de Freyja. Loki luego apuñala a Freyja deteniendo las batallas a mano. Mientras tanto, en un lugar completamente diferente, Odinson es mantenido cautivo telepáticamente sintiendo la muerte de su madre. Más tarde, después de regresar a la Tierra, dos S.H.I.E.L.D. agentes que sospechaban de su doble vida como Thor hasta que el Agente Solomon la rescató. Ella va a Suiza donde conoce al Agente Solomon y la acompaña al Océano Austral para encontrar una estación oculta que pertenece a Roxxon. Encuentran la estación bajo el agua donde Thor se encuentra con Shingen Harada, el segundo Samurái de Plata, que había invadido la estación. Después de ser derrotado, Shingen escapa de la estación, dejando que Thor y el agente Solomon se ahoguen. Thor logra sacar la estación a la superficie mientras Solomon interrogaba a los empleados sobre la ubicación de Dario Agger y su plan de contingencia conocido como Agger Imperative. Al entrar en la sede de Roxxon Corporation, Thor lucha contra los Seres sin Mente y los B.E.R.S.E.R.K.E.R.S., un grupo de superhumanos similares a Hulk, mientras que Solomon busca a Dario. Durante la pelea, S.H.I.E.L.D. se acerca a Thor. quien le ordena rendirse, aparentemente descubriendo su identidad civil. Al detener el escuadrón de S.H.I.E.L.D., Thor encuentra a Solomon herido de su pelea con Exterminatrix y la ataca a ella y a Minotauro con su iluminación. Cuando Exterminatrix estaba a punto de dispararle a Darío con una bala de oro, Thor la atrapó en el aire, solo para que ella se viera afectada por el efecto dorado de la bala. Cuando S.H.I.E.L.D. estaba a punto de arrestarlos, apareció un portal que revela a Jane Foster viniendo para ayudar a Thor. Mientras Jane quita la bala de oro de Thor, el imperativo de Agger se activa y la isla donde el edificio caerá del cielo. Mientras que S.H.I.E.L.D. evacua el edificio, Thor derrota a Samurai de Plata y Exterminatrix y destruye la isla. Mientras los villanos son arrestados, los dos agentes que intentaron arrestar a Jane se disculpan con ella y con Thor. Thor luego le revela a Salomón que la otra Jane es una ilusión creada por Mjolnir y su identidad secreta también. Después de prometer mantener el secreto a salvo, Solomon le pregunta a Jane sobre el martillo hasta que Jane desaparece cuando agarra a Mjolnir y es alcanzada por la iluminación.

### All-New All-Different Avengers
Thor también es un miembro de los Vengadores y aparece en All-New All-Different Avengers. Ella apareció por casualidad en su encuentro con Warbringer y posteriormente aceptó ayudar a formar un nuevo grupo oficial de Vengadores. Su identidad es desconocida por sus compañeras de equipo hasta que es separada del martillo cuando Kang el Conquistador la transfiere a los pocos días, y Sam Wilson, el nuevo Capitán América, la presencia cuando vuelve a ver a Jane. Acepta mantenerlo en secreto, incluso visitándola durante la quimioterapia para que pueda tener un amigo con quien hablar.
Mientras trataba los tumores místicos en sus pacientes anteriores, creados por Misery, una manifestación de su propia oscuridad, el Doctor Extraño recurrió a Thor para que lo ayudara; plenamente consciente de su verdadera identidad como Jane Foster, Strange guio a Thor en la realización de las operaciones necesarias para eliminar los tumores de sus pacientes después de haber vencido la manifestación de Misery.
Eventualmente, el cáncer de Jane llega a un punto donde debe confesar su identidad a Thor y otros, quienes la obligan a permanecer en el hospital bajo observación del Doctor Strange a pesar de la amenaza de que Mangog ataque a Asgard, ya que Strange determina que una transformación más en Thor matará a Jane a medida que el cáncer se extiende demasiado. Sin embargo, cuando Mangog resulta demasiado poderoso, Jane se transforma de nuevo en Thor y se enfrenta a Mangog, sacrificando Mjolnir, y por lo tanto su vida, uniendo a Mangog y Mjolnir junto con Gleipnir, la cadena utilizada para atrapar al Lobo Fenris, y arrojando ambos al sol. Sabiendo que ahora morirá una vez que el encantamiento que la convirtió en Thor desaparezca, Jane besa a Odinson por última vez antes de expirar. Consumido por la pena de la pérdida de Jane Foster, Odinson trabaja para revivirla mientras Jane Foster duda en las puertas de Valhalla. Sobre Jane ganando su respeto, Odin canaliza los poderes de la Tempestad de Dios y ayuda a Odinson a resucitar a Jane. Después de la derrota de Mangog, Mjolnir es destruido, pero se descubre después de que Foster le da a Odinson un fragmento de uru y ahora es capaz de empuñar el metal de nuevo, por lo que Jane convence a Odinson para que recupere el manto de Thor y continúe en la guerra. Realms en su nombre cuando comienza a centrarse en su quimioterapia.

### Jane Foster Valkyrie
Tras lo ocurrido en ‘War of The Ralms’ # 2, no hay nadie que acompañe a los dioses fallecidos al Valhalla, Foster se verá obligada a tomar el manto de Valkyrie.

## Poderes y habilidades
Cuando empuña a Mjolnir, Foster obtiene todos los poderes de Thor, incluyendo fuerza sobrehumana, mayor durabilidad, vuelo, velocidad y control sobre los rayos.
Foster, sin embargo, ha demostrado un mejor control sobre Mjolnir que su predecesor, como cambiar su trayectoria y la velocidad en medio del lanzamiento, y hacerlo girar alrededor de sus enemigos para atraparlos. Odinson cree que esto se debe a que Mjolnir la favorece, ya que es más digna que él.
Como Valkiria, Jane Foster ahora tiene una nueva arma atada a su brazo llamada Undrjarn. Esta arma puede transformarse en una espada, alas o cualquier otra arma que pueda imaginar. Jane Foster asegura que puede sentir como se transforma el arma y manejarla a su antojo. También cuando es Valkiria el Undrjarn le permite viajar entre el Valhalla (el cielo de los asgardianos) y el mundo de los vivos. Otro poder es la capacidad de ver cuando alguien va a morir encima de sus cabezas.

## Otras versiones

### Ultimate
Jane es vista brevemente durante la primera serie Ultimate Marvel, donde fue una de las personas que es convencida de que Thor es el dios del trueno. Es descrita como una enfermera.

### What if
En What If? #10 (agosto de 1978) titulado "¿Qué hubiera pasado si Jane Foster hubiese encontrado el martillo de Thor?," Jane también fue brevemente transformada en una diosa y se hacía llamar Thordis. Incluso utiliza esos poderes para rescatar a Donald Blake (sin el alterar-ego del poderoso Thor) del peligro. Después de salvar Asgard del Ragnarok, Odín le obliga a dejar el martillo a Donald Blake, quien luego se transforma de nuevo en Thor. Esto hizo que Jane perdiera sus poderes, pero se le permitió permanecer en Asgard y mantener su estatus de diosa ya que más tarde se enamora y se casa con Odín.

### Marvel 1985
En el número 6 y el final de Marvel 1985 (2008), Jane Foster es la enfermera presente cuando Jerry Goodman se despierta de su coma. Él le pide salir con ella, y ella acepta. Jerry se había enamorado de Jane desde que leía los cómics de Thor como un niño.

### Thor El Poderoso Vengador
En este cómic "sin continuidad" publicado en 2010 y 2011, Jane Foster es la cabeza recién ascendida del Departamento de Antigüedades de los países nórdicos en el Museo del Monumento de Guerra de Bergen en Bergen, Oklahoma. Primero se encuentra con Thor cuando trata de aplastar a uno de los casos del museo (que se reveló más tarde que contenía una urna dentro de la cual estaba el martillo de Thor). A lo largo de los ocho números del título, Thor (que expulsado de Asgard por Odín se aloja en el apartamento de Jane) y Jane se convierten en pareja y tienen una variedad de aventuras juntos.

## En otros medios

### Televisión
- Jane Foster es un personaje secundario en el segmento de "El Poderoso Thor" de The Marvel Super Heroes con la voz de Peg Dixon.
- Jane Foster aparece en The Avengers: Earth's Mightiest Heroes, con la voz de Kari Wahlgren. Ella hizo su debut en la serie apareciendo en "El Poderoso Thor". En esta versión, ella no es una enfermera, es una paramédica. Ella parece tener una personalidad heroica como Thor lo nota, y por eso se sintió tan sorprendido por ella.
- Jane Foster y su versión de Thor femenina aparecerá en la cuarta temporada de Avengers: Secret Wars, con la voz de Erica Lindbeck.[43][44]
  - Aparece por primera vez en el episodio de dos partes "No Más Vengadores" como pasante de la investigación interdimensional trabajando para encontrar una manera de volver a Iron Man a su realidad desde que fue enviado allí para detener a Ultron que se apoderó de su cuerpo. La investigación a la vista de la Expo Stark se ve interrumpida cuando el Líder y su ejército de humanoides atacan donde el Líder hace con el prototipo reactor ARK y los daños resultantes tendrán un tiempo con Jane para reemplazar el equipo. Después de que los Vengadores se encuentran dispersos a través del tiempo y el espacio por el expansor estático sobre el resto de la Camarilla de activar a prueba de fallas del dispositivo, Jane Foster afirma al grupo de Pantera Negra que trabajará para averiguar dónde se envió a cada miembro.
  - En el episodio, "Kang Presente y Futuro", le informa a los Nuevos Vengadores que ya localizo a los Vengadores a través del tiempo y el espacio, y les da pulseras de atadura especiales para rescatar a los Vengadores en el lugar donde están supervisados por la Camarilla.
  - En el episodio, "El Regreso", al ver que los Vengadores y los Nuevos Vengadores regresan a la Tierra, y descubre que ha sido tomada por Loki, que usó el cofre de los inviernos antiguos y se revela como el verdadero líder de la Camarilla. Luego de que los Vengadores y los Nuevos Vengadores luchen contra Loki y su ejército de Trolls de Hielo, inventa un satélite para impedir que las naves Rompemundos vuelen a Manhattan y destruyan la Tierra.
  - En el episodio, "Tierra del Oeste", se encuentra en el mundo oeste de Battleworld, que opera como sheriff llamada "Calamity Jane Foster", donde ayuda a Visión, siendo tomado por Rocket Raccoon y Groot, hasta que se alían en impedir que un robot gigante Kree destruyera el pueblo. Luego de ver que Loki está con los Vengadores, sabiendo que si es de buena ayuda o no, hasta que ella y el Doctor Strange se van con los Vengadores y Jane le da el puesto de sheriff a Rocket.
  - En el episodio, "El Páramo", Jane ayuda a los Vengadores a activar el Bifrost en deshacer Battleworld, pero cuando Beyonder la atrapa en arenas movedizas, usa el Mjolnir en transformarse una Thor femenina y usa para activar el Bifrost y derrotar a Beyonder.
  - En el final de "Todo Llega a su Fin", junto a Thor y Doctor Strange, se enfrentan a Loki, al saber que los engaño todo el tiempo teniendo el Ojo de Agamotto, al evitar que use la ultra oscuridad en destruir todo el universo, y al ser derrotado, Odín le da a Jane un nuevo martillo encantado y recibe el nombre de Thunderstrike.
- Natalie Portman está dispuesta a repetir su papel de Jane Foster en la serie animada de Disney+, ¿Qué pasaría si...?[45]

### Cine

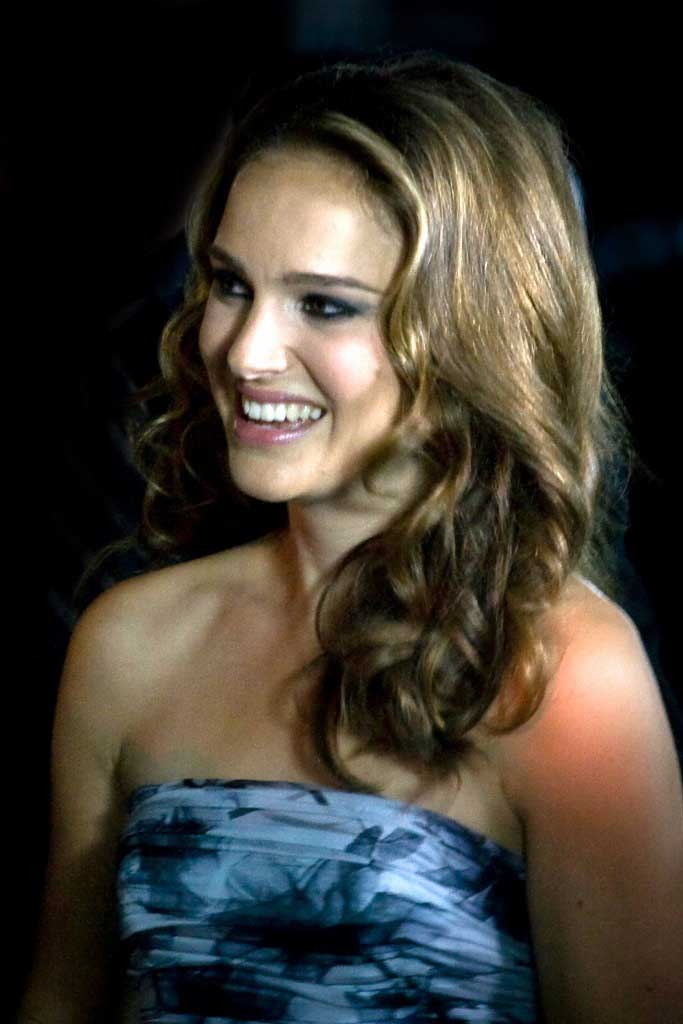
Natalie Portman interpreta a Jane Foster en la película Thor

- Natalie Portman interpreta a Foster en la película de acción en vivo Thor dirigida por Kenneth Branagh. Marvel Studios declaró en un comunicado que el personaje será actualizado de la interpretación inicial de los cómics para la adaptación cinematográfica. En esta versión del personaje, es una astrofísica y enamorada de Thor. En la película, en la ciudad remoto desierto de Puerto Antiguo, en Nuevo México, se ha reunido un pequeño equipo de sí misma, una interna llamada Darcy Lewis y otro físico y amigo de su padre llamado Erik Selvig.
- Jane Foster no aparece en Los Vengadores, pero una imagen de Portman es mostrada por Phil Coulson quien le dice a Thor que ella está en custodia de S.H.I.E.L.D. para protegerla de Loki.[46]
- Portman reaparece en Thor: The Dark World dirigida por Alan Taylor y estrenada el 1 de noviembre de 2013.[47] Ella viaja con Thor, a Asgard, lo cual posee el arma de Malekith el Maldito, el Éter para analizarla. Luego durante la invasión de Asgard causada por Malekith, Thor y Loki van al mundo abandonado de Malekith en planear su estrategia para ser extraída del Éter, hasta regresar a la Tierra para detener sus planes. La esposa de Chris Hemsworth, Elsa Pataky, reemplazó a Portman durante la escena poscréditos de la película debido a un conflicto de programación.[48]
- Jane no aparece en Avengers: Age of Ultron, pero se menciona junto con Pepper Potts cuando Thor y Tony Stark explican sus ausencias de una fiesta de victoria a Maria Hill, con Thor diciendo que ni siquiera estaba seguro en qué país estaba Jane, siendo la astrónoma más destacada del mundo debido a su trabajo en la Convergencia.
- Se anunció que Portman no repetiría su papel de Foster en Thor: Ragnarok. En la película, se menciona que Thor fue abandonado por Jane después de que decidió abandonar la Tierra para localizar las Gemas del Infinito; Thor afirma que fue una ruptura mutua, sin embargo.[49] En una secuencia en la que los actores de Asgard interpretan una obra basada en los acontecimientos de The Dark World, la actriz que interpreta a Foster es interpretada por Gabby Carbon.[50]
- Aunque Jane Foster no aparece físicamente en Avengers: Infinity War, ella sobrevive al chasquido de Thanos junto a Darcy Lewis.
- Portman vuelve a interpretar su papel de Foster en Avengers: Endgame durante una escena que tiene lugar en Asgard durante los eventos de Thor: The Dark World. Se ve a Foster en Asgard y algunas mujeres asgardianas la llevan a su habitación. Mientras ella duerme, Rocket Raccoon se cuela y usa un dispositivo para obtener la Gema de la Realidad.
- Portman vuelve a interpretar su papel de Foster para la cuarta película de Thor: Love and Thunder como una de las películas de la fase 4. En esta película, Foster buscando una cura para su cáncer de mama hace contacto con los restos del Mjölnir original de Thor en Nuevo Asgard los cuales - debido a que mientras eran pareja Thor le pidió al martillo cuidar siempre de ella - le permiten obtener los poderes del Dios del Trueno convirtiéndose en Mighty Thor a voluntad. Sin embargo, el uso de este poder debilita su condición humana y pese a abstenerse de luchar contra Gorr el Carnicero con el fin de retomar su relación con Thor decide sacrificarse para derrotar al villano, falleciendo finalmente. No obstante, su valía le significo ser reconocida por los dioses y por ende, ser bienvenida en el Valhalla.

### Videojuegos
- Thor (Jane Foster) está disponible como personaje del juego Marvel Avengers Alliance.
- Thor (Jane Foster) es un personaje jugable en Marvel Future Fight.
- Thor (Jane Foster) es un personaje jugable en Marvel: Contest of Champions.
- Thor (Jane Foster) es un personaje jugable en Marvel Avengers Academy.